# 紙﨑エマ
紙﨑 エマ（かみざき えま、2017年1月12日 - ）は、日本の子役。旧芸名は紙崎 瑛茉。
身長は130cmで、趣味は妖怪ものの鑑賞、読書、特技は料理と水泳である。

## 出演

### MV
2024年
- yama『声明』SusHi Tech Tokyo 2024 Collaboration Video[3]

### バラエティ
2023年
- NTV「ぐるぐるナインティナイン」ゴチ再現VTR - 安藤さくら 役(幼少期)

### ドラマ
2022年
- NHK夜ドラ「カナカナ」[4]
- 「夫婦円満レシピ～交換しない？一晩だけ?」(仁科梢)[5]
- キッズステーション「ホビッチョ！」[6]

2023年
- 「特捜9」season6 (最終話)[7]

### WEB
2021年
- Haier 20周年記念ムービー[8]

2022年
- 東芝三菱電機産業システム (TMEIC)「紙」篇[9]

2024年
- サントリー ペプシ BIG〈生〉『ガッツリいこうぜ！冬。』篇[10]
- 伊藤園 健康ミネラルむぎ茶 絶対もらえるキャペーン[11]

### CM
2020年
- 大王製紙「GOO.N」~はけたよポーズ篇~[12]

2024年
- KFC「KFCおいしナブルキッチン」[14]

### スチール
2019年
- 横浜アンパンマンこどもミュージアム[15]

2020年
- 「KIDS TOKEI」GAP[16]